# 中国科学院南京天文光学技术研究所
中国科学院南京天文光学技术研究所，简称南京天光所，是中华人民共和国的一所天文光学研究机构，现隶属于中国科学院国家天文台，也称为中国科学院国家天文台南京天文光学技术研究所。

## 历史
1960年5月，中国科学院南京天文仪器厂成立。1962年6月归中国科学院紫金山天文台领导。1966年2月10日直属中国科学院领导。1991年10月20日更名为中国科学院南京天文仪器研制中心。2001年4月，南京天文仪器研制中心的科研部分和高技术镜面实验室组建南京天文光学技术研究所。

## 外部連結
- 官方网站